# Clara Bellar
Clara Bellar est une actrice et réalisatrice de cinéma française et une chanteuse. Elle est née à Paris le 28 octobre 1972 et elle vit aux États-Unis.

## Filmographie
- 1993 : Fausto (ou À la mode) de Rémy Duchemin : Rachel
- 1995 : Night Angels de Tania Botéva-Malo
- 1995 : Les Rendez-vous de Paris de Éric Rohmer : Esther
- 1996 : Waiting Game de Chris Ver Wiel : Eden
- 1996 : Les Parapluies de Paris
- 1998 : The Waiting Game (ou Farewell to Flanders Fields)
- 1997 : Les Randonneurs de Philippe Harel : Eve
- 1997 : David, téléfilm de Robert Markowitz : Tamar
- 1997 : Oranges amères de Michel Such : Angèle
- 1997 : So This Is Romance? de Kevin W. Smith : Sarah
- 1998 : The First 9 ½ Weeks de Alex Wright : Emily Dubois
- 1999 : Backwards Looks, Far Corners
- 1999 : La Ballade de Don de Jean Veber
- 1999 : Vive le premier de mai de Didier Rouget :
- 1999 : This Space Between Us (en) de Matthew Leutwyler (en) : Zoe Goddard
- 2001 : The Sleepy Time Gal de Christopher Munch : Mushroom Girl
- 2001 : A.I. Intelligence artificielle (Artificial Intelligence: AI) de Steven Spielberg : FemMecha Nanny
- 2003 : Le Pharmacien de garde de Jean Veber : Mathilde
- 2003 : Kill the Poor de Alan Taylor : Annabelle Peltz
- 2005 : Dominion: Prequel to the Exorcist (titre québécois L'exorciste: Aux sources du mal) de Paul Schrader : Rachel Lesno
- 2017 : Les Enfants Lachance de Coline Pagoda : Suzie Lee

### Réalisatrice
- 2014 : Être et Devenir (Being and Becoming), documentaire

## Musique
Elle a enregistré un album de musique brésilienne en 2007, intitulé My Brazilian Heart, un second en 2012 Meu coração francês.

## Publication
- 2017 : Être et devenir, Faire confiance à l'apprentissage naturel des enfants (Ed. L'Instant Présent)